# Eduard Fiedler (Maler)
Ernst Louis Eduard Fiedler (* 14. Mai 1871 in Apfelstädt; † 25. Juni 1931 in Galtür, Tirol) war ein Lehrer in Manebach, Gotha und Berlin. Bekannt wurde er als vielseitiger Kunstmaler, besonders geschichtlicher Thüringer Motive mit Schwerpunkt Veste Wachsenburg (bei Arnstadt).

## Lebenslauf

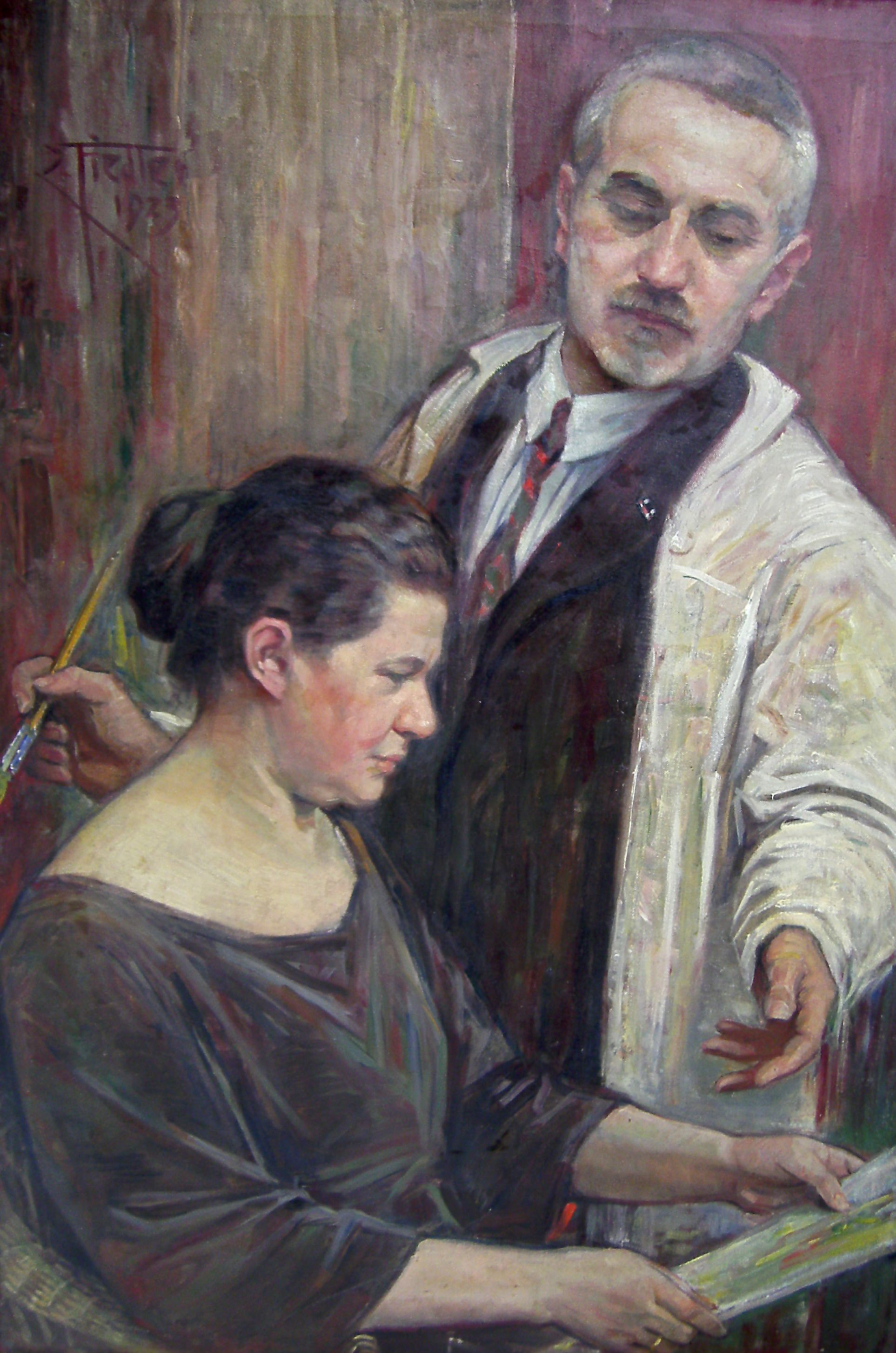
Selbstbildnis von Eduard Fiedler mit seiner Frau (1923)

Fiedler wurde 1871 in Apfelstädt im Herzogtum Sachsen-Coburg und Gotha geboren. Dort besuchte er auch die Volksschule, 1887–1890 dann das Herzog-Ernst-Seminar in Gotha. 1891 wurde er Lehrer an der Volksschule in Manebach bei Ilmenau. 1893 heiratete Fiedler Gertrud Martha Türk aus Gotha. Aus der Ehe gingen 6 Kinder hervor. Ab 1895 war er Lehrer an einer Volksschule in Gotha. 1897 legte er die Zeichenlehrer-Prüfung in Breslau ab. 1901–1905 folgte ein Studium an der Königlich-Preußischen Akademischen Hochschule für Bildende Künste in (Berlin-)Charlottenburg, gefördert durch das Herzogtum Sachsen-Coburg und Gotha. Von 1905 bis 1931 war Fiedler Lehrer in Berlin, im Ersten Weltkrieg 1915–1916 Soldat in Frankreich, 1916–1918 am Waffenamt für das verbündete Osmanische Heer tätig. Seine Einsatzorte lagen in (heutige Staaten) der Türkei, Syrien, Libanon und Irak. Für seine Verdienste wurde er von einem preußischen General in osmanischen Diensten mit dem Eisernen Kreuz ausgezeichnet. Verstorben ist Fiedler 1931 in Galtür/Tirol.

## Werk
Das Werk umfasst nahezu 3000 Arbeiten: Skizzen, Studien, Zeichnungen, Gemälde, Wandgemälde, Buchillustrationen, Buchschmuck und Postkartenentwürfe in Öl-, Kreide-, Bleistift-, Buntstift-, Aquarell- und Tuschemalerei. Fiedler stattete die Innenräume  der im 19. und Anfang des 20. Jahrhunderts wiederaufgebauten Veste Wachsenburg mit geschichtlichen und mystischen Darstellungen aus. Für die geplante Neugestaltung der Wachsenburg in den 1920er und 1930er Jahren fertigte Fiedler Entwürfe für die Wände des Großen Rittersaals. Insgesamt schuf er alleine für die Wachsenburg 471 Entwürfe, Wandgemälde, Bildnisse, Postkarten und Zeichnungen. Acht Wandbilder von Fiedler im Südzimmer des Rittersaals auf der Veste wurden zur DDR-Zeit vernichtet. Von ihnen existieren nur noch Fotografien, die 1952 angefertigt wurden. Von Fiedler gemalte  Porträts zeigen Bilder von Persönlichkeiten des Herzoghauses Sachsen-Coburg und Gotha, Familienmitglieder und andere Personen. Weitere Motive waren Landschafts- und Ortsbilder, besonders von Mittelthüringen, doch auch vom Vorderen Orient in seiner dortigen militärischen Dienstzeit. Für das 1909 vom Stapel gelaufene Linienschiff Thüringen schuf Fiedler das Bild "Gotha mit Schloß Friedenstein", das in der Messe hing. Das Schiff wurde nach dem Weltkrieg von den Franzosen als Zielschiff zerstört, das Werk ging verloren.

## Mitgliedschaften
Fiedler war aktives Mitglied im Wachsenburgverein und im Wachsenburg-Komitee (das auf der Veste die bedeutenden Wachsenburg-Sammlungen heimat- und völkerkundlichen Inhalts, zum Deutsch-Französischen Krieg 1870/71 und weitere Militaria zusammentrug), im Kunstverein Gotha, in der Vereinigung für Gothaische Geschichte und Altertumsforschung, der Liedertafel Gotha und im Gothaischen Landeslehrerverein.

## Auszeichnungen
- Herzog-Alfred-Medaille: Verdienstmedaille für Kunst und Wissenschaft des Herzogtums Sachsen-Coburg und Gotha, im Jahre 1900
- Ernennungsurkunde zum Ehrennachbarn der Wachsenburggemeinde im Jahre 1910
- Eisernes Kreuz im Ersten Weltkrieg